# Nicolas Jean-Prost
Nicolas Jean-Prost (né le 1er mai 1967 au Sentier) est un ancien sauteur à ski français.
Entraîné à ses débuts par Georges Bordat, il participa à la coupe du monde de saut à ski de 1989 à 1996.
Il est désormais consultant sur Eurosport pour les épreuves de saut à ski et de combiné nordique.

## Palmarès

### Jeux olympiques
| Épreuve / Édition | Albertville 1992 | Lillehammer 1994 |
| Petit Tremplin    | 19e              | 22e              |
| Grand Tremplin    | 51e              | 47e              |
| Par Equipes       |                  | 6e               |

### Championnats du monde
| Épreuve / Édition | Lahti 1989 | Falun 1993 | Thunder Bay 1995 |
| Petit Tremplin    | 63e        | 23e        | 45e              |
| Grand Tremplin    | 64e        | 32e        | 6e               |
| Par Equipes       |            | 4e         | 4e               |

### Championnats du monde de vol à ski
| Épreuve / Édition | Oberstdorf 1988 | Vikersund 1990 | Planica 1994 | Kulm 1996 |
| Individuel        | 48e             | 46e            | 20e          | 16e       |

### Coupe du monde
- Meilleur classement final : 13e en 1995.
- Meilleur résultat : 5e.